# دوگل (رودسر)
دوگل (Dowgal) یک روستا در ایران است که در شهرستان رودسر استان گیلان واقع شده‌است. دوگل ۱۳ نفر جمعیت دارد.

## جمعیت
این روستا در دهستان اشکور علیا و سیارستاق ییلاقی قرار دارد و براساس سرشماری مرکز آمار ایران در سال ۱۳۸۵، جمعیت آن ۱۳ نفر (۴ خانوار) بوده‌است.